# Ontronik Khachaturian
Ontronik "Andy" Khachaturian (armenski: Անդրանիկ (Անդի) Խաչատրյան, čit. Ontronik Hačaturjan) (Los Angeles, 4. svibnja 1975.) je američki glazbenik armenskog podrijetla, najpoznatiji kao originalni bubnjar sastava System of a Down, te bivši pjevač sastava The Apex Theory. Trenutačno je pjevač sastava Vokee.

## Životopis
Ontronik je rođen u Los Angelesu. Pri osnivanju sastava System of a Down, gitarist Daron Malakian, koji je s Ontronikom već ranije svirao u istom sastavu,
ga je pozvao da im se pridruži kao bubnjar.
Sa SOAD-om je napravio 17 pjesama, od kojih su se 10 našle na njihovom prvom albumu System of a Down. Sastav napušta 1997., te dvije godine kasnije osniva The Apex Theory.
S Apex Theoryjem je snimio album Topsy-Turvy, prije nego što je u studenom 2007. zbog glazbenih neslaganja napustio sastav. Nakon toga započinje solo karijeru, no ubrzo to napušta, te početkom 2004. osniva sastav Vokee, s kojim je dosad snimio 3 EP-a.

## Diskografija

### System of a Down
- 1995.: Untitled 1995 Demo Tape
- 1995.: Demo Tape 1
- 1996.: Demo Tape 2

### The Apex Theory
- 2000.: Extendemo

1. 2001.: The Apex Theory

- 2002.: Topsy-Turvy

### Vokee
- 2005.: Pre-Motional Songs
- 2006.: Riding the Walls
- 2007.: Spoke in Tongue

## Vanjske poveznice
- Ontronikova službena stranica  Arhivirana inačica izvorne stranice od 23. rujna 2005. (Wayback Machine)
- Službena stranica sastava Vokee  Arhivirana inačica izvorne stranice od 22. rujna 2017. (Wayback Machine)